# Ovidotto

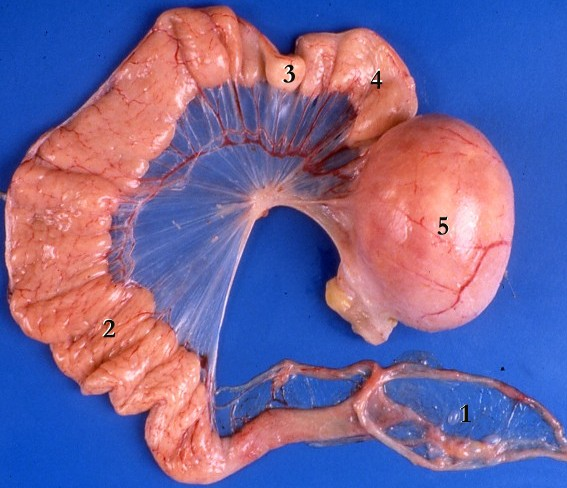
Ovidotto di pollo
1. Infundibolo, 2. Magnum, 3. Istmo, 4. Ghiandola della conchiglia, 5. Utero contenente un uovo

Un ovidotto è, in anatomia, un condotto che trasporta gli ovociti da un'ovaia all'utero.
Il nome deriva dal latino ovum, uovo e ductus, condotto. L'ovidotto avrebbe inoltre un ruolo importante nella selezione degli spermatozoi.

## Nei mammiferi
Nei mammiferi, nei quali gli ovidotti sono spesso chiamati "tube uterine", "salpinge" o "trombe di Falloppio", sono la prima interfaccia tra l’organismo materno e l’embrione. Attraverso l'ovidotto,  l’ovulo fecondato viene condotto verso l'utero, ma l'ovidotto svolge anche un ruolo di trasporto attivo dei gameti, un ruolo nella maturazione gametica e nello sviluppo embrionale precoce grazie in particolare al fluido tubarico, considerato un "micro-ambiente complesso", in connessione con il sistema ormonale (in particolare quello steroideo) che ne regola le funzioni, attivate o modulate anche dai gameti e dall'embrione.

## Nei pesci cartilaginei
Le femmine degli squali e delle razze hanno ovidotti, mentre i maschi hanno gli pterigopodi. Il maschio utilizza uno dei suoi appendici per trasportare lo sperma dalla propria cloaca a quella della femmina, da dove si sposterà verso gli ovidotti, dove generalmente avviene la fecondazione.

## Negli uccelli
Negli uccelli l'ovidotto è una canale membranoso che sbocca nella cloaca e attraverso il quale transitano le uova che si staccano dall'ovaia. Durante il percorso lungo l'ovidotto, l'uovo si ingrossa e si ricopre di un guscio solido ma poroso.

## Negli anfibi
Negli anfibi si osservano due ovidotti, generalmente lunghi e contorti, che si estendono dalla regione sottobrachiale (parte anteriore) alla cloaca (parte posteriore). La parte anteriore si apre nella cavità celomatica attraverso la quale entreranno gli ovociti durante l'ovulazione. La parte mediana è dotata di strutture secretorie che producono le mucose che avvolgeranno gli ovociti; la parte posteriore può svolgere il ruolo di "utero" nelle specie ovovivipare e si apre nella cloaca.

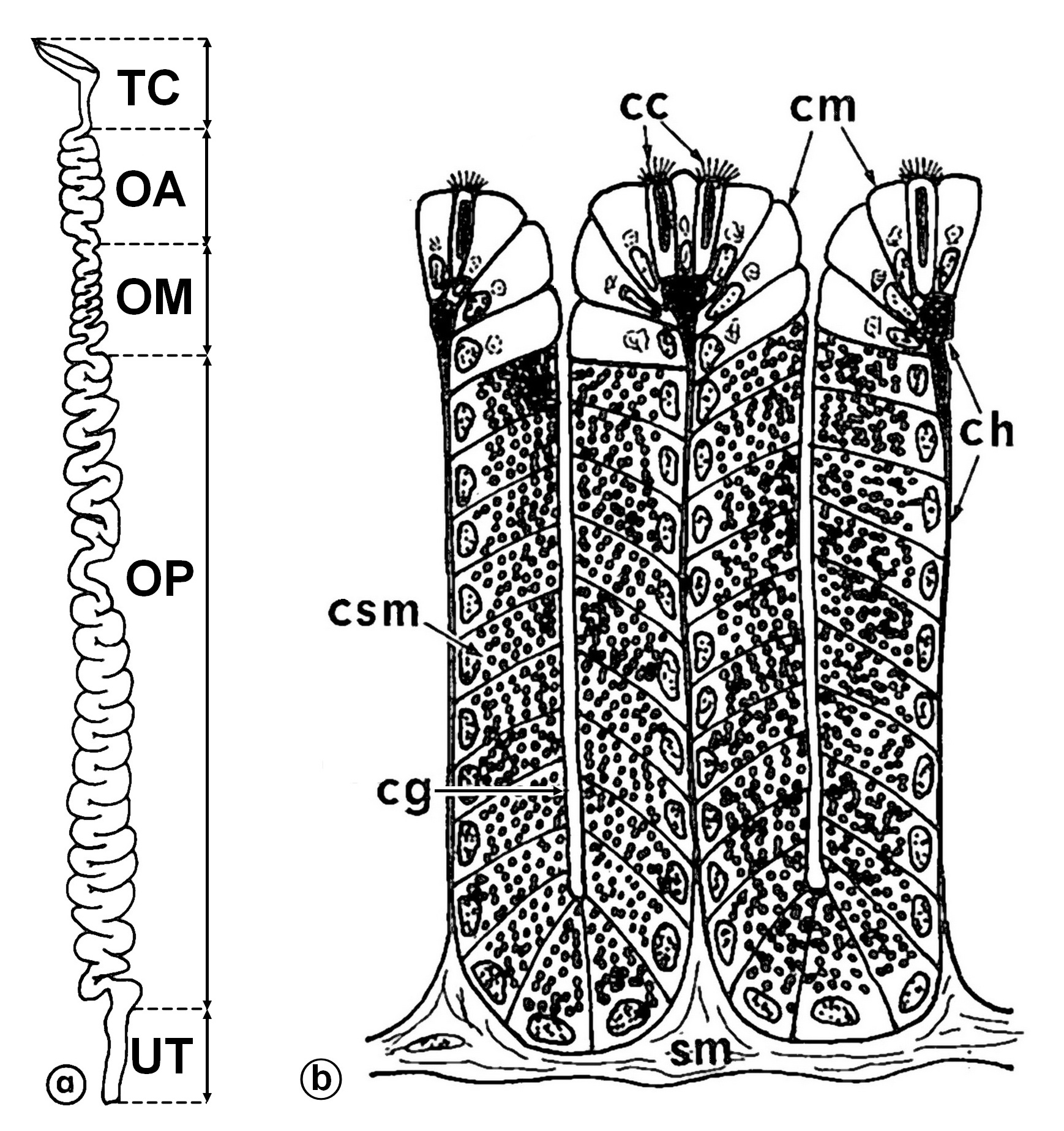
Anatomia (a) e istologia (b) dell'ovidotto del P. Waltl:
cc: cellule ciliate; cm: cellula con muco; csm: cellule sieromucose; cg: canale ghiandolare; ch: corion connettivo; sm: sottomucosa.

L'ovidotto del Pleurodeles waltl, un anfibio caudato oviparo della famiglia dei Salamandridae, offre un esempio della grande complessità che questo organo può presentare, come la sua controparte negli uccelli.
- La tuba (TC), o infundibolo, è rivestita da un epitelio semplice (cioè composta da un solo strato di cellule) composto da cellule ciliate (cc) e cellule con muco (cm).
- L'ovidotto anteriore OA (in due segmenti distinti), l'ovidotto medio OM (dalla struttura omogenea) e l'ovidotto posteriore OP (composto da tre segmenti) hanno una struttura istologica più complessa; vi si osservano numerose e profonde ghiandole tubulari che costituiscono una parete spessa e che sono collegate da un epitelio più sottile (cellule ciliate e cellule secretorie) a livello del lume dell'ovidotto.
- L'"utero" (UT), la parte terminale dell'ovidotto, è privo di ghiandole e il suo epitelio semplice poggia su un corion di tessuto connettivo ricco di fibre muscolari lisce[8][9] .

La diversità delle regioni ghiandolari si manifesta chiaramente nelle caratteristiche ultrastrutturali delle cellule secretorie, nelle loro proprietà citochimiche e nella loro composizione biochimica. Le secrezioni corrispondono a delle glicoproteine che coprono un'ampia gamma di sostanze, che vanno dalle glicoproteine neutre molto ricche in proteine (cellule sieromucose, msc) ai mucopolisaccaridi acidi, ricchi di solfato.
Questa diversità di sostanze si riscontra a livello dei diversi strati delle ganghe ovulari che ricoprono successivamente gli ovociti durante il loro transito nell'ovidotto. Durante questo transito, la parete dell'ovidotto si distende e vede un dilatazione delle ghiandole, il che facilita l'espulsione delle uova.